# Antoine Péronne
Antoine Péronne (Paris, 9 avril 1914 - Friedrichshafen, 18 juin 1946) est un militaire français, Compagnon de la Libération. Jeune pilote dans l'Armée de l'air française au début de la Seconde Guerre mondiale, il s'engage dans la Royal Air Force et combat en Afrique du nord et en Méditerranée avant de rallier la France libre du général de Gaulle. Après une période de captivité, il participe à l'occupation de l'Allemagne lorsqu'il trouve la mort dans un accident d'avion.

## Biographie

### Avant-guerre
Né à Paris d'un père notaire, Antoine Péronne s'engage dans l'Armée de l'air française en septembre 1935 en intégrant la toute nouvelle École de l'air dans la promotion "Guynemer". Après avoir obtenu son brevet de pilote en 1936, il est affecté à la 51e escadre aérienne de Tours avec le grade de sous-lieutenant. Il est ensuite détaché comme instructeur à l'Ecole de l'air. Au moment où la guerre éclate, il est en Tunisie, au sein de la 574e escadrille régionale de chasse.

### Royal Air Force
Affecté à Oran dans la 9e escadre, il est promu lieutenant en octobre 1939 avant d'être envoyé au Liban à Rayak dans les rangs de la 1re escadrille du Groupe de chasse 1/7. Le 23 juin 1940, il est mis à la disposition de la Royal Air Force et se déplace à Ismaïlia en Égypte à la tête d'une patrouille de trois appareils pilotés par lui-même ainsi que par André Ballatore et Christian Coudray. Après la signature de l'armistice, les trois hommes refusent la défaite et, plutôt que de rejoindre leur base française, s'engagent dans la Royal Air Force. Antoine Péronne et ses deux compagnons sont alors affectés au French Fighter Flight no 2 du Squadron RAF no 274 lors de la création de celui-ci le 8 juillet 1940,. Avec cette unité, il effectue de nombreuses missions d'attaque au sol et de couverture de la flotte alliée au-dessus de la Méditerranée, en Crète et en Afrique du nord.

### Forces aériennes françaises libres et après-guerre
Ralliant les Forces aériennes françaises libres en mai 1941, il participe à la guerre du désert au cours de laquelle, le 15 juin 1941, son avion est abattu près de Tobrouk en Libye. Capturé, il est conduit en Allemagne où il est interné à l'Oflag VII-C/Z à Tittmoning. Après quatre ans de captivité, Antoine Péronne retrouve la liberté le 2 mai 1945 lorsque les troupes britanniques libèrent le camp. Rapatrié en France, il est promu capitaine en juin. Il est ensuite affecté au Groupe de chasse Île-de-France en novembre 1945 en tant que commandant en second avant d'être nommé commandant du Groupe de chasse Alsace en avril 1946,. À la fin de la guerre, il a à son actif une victoire aérienne et plus de 1200 heures de vol. Affecté aux troupes d'occupation en Allemagne, il trouve la mort dans un accident d'avion à Friedrichshafen lors d'une mission de liaison.

## Décorations
|  |  |  |

| Chevalier de la Légion d'Honneur | Chevalier de la Légion d'Honneur | Compagnon de la Libération | Compagnon de la Libération | Croix de guerre 1939-1945 | Croix de guerre 1939-1945 |